# Laister-Kauffman CG-10
El Laister-Kauffman CG-10, designación de compañía LK-11B Trojan Horse fue un planeador de transporte militar estadounidense desarrollado durante la Segunda Guerra Mundial.

## Diseño y desarrollo
La versión de desarrollo se conoció como XCG-10. Esta versión podía transportar hasta 30 soldados, y fue aceptada el 4 de octubre de 1943. El primer vuelo de pruebas remolcado tuvo lugar el 6 de noviembre del mismo año. La segunda versión, el XCG-10A, aumentó la capacidad de acomodo a 42 soldados y añadía una puerta trasera de carga. La capacidad de carga era de hasta 6 toneladas cortas (5443 kg).
La versión de producción, el CG-10A, tuvo una orden inicial de 990 ejemplares con la intención de ser usado en la planeada invasión de Japón. Había 90 unidades en la línea de producción cuando el programa fue cancelado. Laister-Kauffman consideró equipar al modelo con dos motores Pratt & Whitney R-1830-92, pero este plan nunca llegó a buen término.
El XCG-10 era un monoplano de ala alta cantilever con un profundo fuselaje delantero que se reducía hasta un botalón embrionario que soportaba la unidad de cola. En la parte trasera del fuselaje, unas puertas de almeja daban acceso a la bodega principal de 9,15x2,14x2,59 m, donde se podía acomodar un obús de 155 mm o un camión de 2,5 toneladas. La estructura era enteramente de madera con recubrimiento de contrachapado. Las alas estaban equipadas con flaps de aterrizaje tipo Fowler y tenían una envergadura total de 32 metros.

## Versiones
LK-11
Designación interna de compañía, planeador de transporte de 30 asientos.
XCG-10
Designación dada por las USAAF al LK-11, uno construido (42-53525).
XCG-10A
Versión del XCG-10 con 42 asientos y puerta trasera de carga, tres construidos (42-53526, 42-61099/61100).
YCG-10A
Versión similar al XCG-10A, tres construidos.
CG-10A (LK-11B)
Versión de producción del XCG-10A.
G-10A
Designación dada en 1948 a los XCG-10A e YCG-10A todavía en servicio.
LK-12
Proyecto para motorizar al CG-10A, no construido.

## Operadores
Estados Unidos
- Fuerzas Aéreas del Ejército de los Estados Unidos
- Fuerza Aérea de los Estados Unidos

## Especificaciones (CG-10A)
Referencia datos: Heyman, What's New in Aviation

### Características generales
- Tripulación: Dos (piloto, copiloto)
- Capacidad: 42 soldados
- Longitud: 20,4 m (67 ft)
- Envergadura: 32 m (105 ft)

### Rendimiento
- Velocidad nunca excedida (Vne): 290 km/h (180 MPH; 157 kt)

## Aeronaves relacionadas

### Secuencias de designación
- Secuencia CG-_ (Planeadores de Carga del USAAC/USAAF, 1941-1948): ← CG-7 - CG-8 - CG-9 - CG-10 - CG-11 - CG-12 - CG-13 →
- Secuencia G-_ (Planeadores de la USAF, 1948-1955): G-2 - G-3 - G-4 - G-10 - G-13 - G-14 - G-15  →